# Accident d'un C-130 de l'armée de l'air indonésienne
L'accident d'un C-130 de l'armée de l'air indonésienne s'est produit le 5 octobre 1991, lorsqu'un Lockheed C-130 Hercules de l'armée de l'air indonésienne, immatriculé A-1324, s'est écrasé peu de temps après le décollage de l'aéroport Halim-Perdanakusuma de Jakarta, en raison d'un incendie moteur. Avec 135 morts, l'accident a été la catastrophe aérienne la plus meurtrière à se produire en Indonésie jusqu'à l'accident du vol Garuda Indonesia 152 en 1997.

## Accident
A-1324, l'appareil impliqué, a été livré par le 32e escadron d'entraînement au vol (en) en juin 1982. Le vol militaire reliait Jakarta à Bandung, et transportait principalement des Paskhas (en), (aussi appelé Bérets Orange), de retour à la base après avoir participé à une cérémonie de la Journée des Forces armées indonésiennes.
Il y avait 12 membres d'équipage et 122 passagers à bord. L'avion a décollé à 15h00, heure locale, lorsque, selon des témoins oculaires au sol, l'un des moteurs a pris feu. L'incendie a probablement endommagé la structure de l'aile, provoquant une panne des 2 moteurs gauche. L'équipage a perdu le contrôle de l'appareil, qui s'est écrasé sur le centre de formation du ministère du Travail et a explosé. Les opérations de sauvetage ont été entravées par de fortes pluies qui ont commencé une heure après l'accident. L'un des pilotes, le major Samsul Ilham, a été retrouvé vivant dans l'épave mais grièvement blessé. Il est décédé plus tard à l'hôpital le même jour. Un des passagers a survécu à l'accident. Deux personnes au sol ont également été tuées.